# Ftericha
Ftericha (in greco Φτεριχα?; in turco Ilgaz) è un piccolo villaggio nel distretto di Kyrenia a Cipro, situato a sud-est di Karavas. È sotto il controllo de facto di Cipro del Nord, dove appartiene al distretto di Girne, mentre de iure appartiene al distretto di Kyrenia della Repubblica di Cipro. Ftericha è sempre stata abitata esclusivamente da greco-ciprioti.
La sua popolazione nel 2011 era di 72 abitanti.

## Geografia fisica
Ftericha, o Phteryka, si trova sulle pendici settentrionali della parte occidentale delle montagne del Pentadaktilos, tre chilometri a sud-est di Karavas (Alsancak in turco) e otto chilometri a ovest della città di Kyrenia.

## Origini del nome
Ftericha significa "grande fattoria" in greco. Tuttavia, il nome del villaggio fu cambiato in Ilgaz nel 1975 dai ciprioti turchi, dal nome di una montagna in Turchia.

## Società

### Evoluzione demografica
Il villaggio è sempre stato abitato esclusivamente da greco-ciprioti. Durante la prima metà del ventesimo secolo la sua popolazione aumentò leggermente, passando da 105 abitanti nel 1901 a 125 nel 1946. Tuttavia, per ragioni che non sono chiare, la sua popolazione diminuì a 121 persone nel 1960.
Tutti gli abitanti del villaggio furono sfollati nel luglio 1974, durante l'avanzata dell'esercito turco. Attualmente, come il resto dei greco-ciprioti sfollati, i greco-ciprioti di Ftericha sono sparsi nel sud dell'isola. La popolazione sfollata di Ftericha può essere stimata in circa 50 persone, dato che la sua popolazione greco-cipriota era di 51 persone nel 1973.
Dopo la deportazione degli abitanti greco-ciprioti del villaggio nel 1974, il villaggio fu ripopolato da famiglie turche provenienti da diverse parti della Turchia. Ci sono anche alcuni turco-ciprioti sfollati dal distretto di Limassol che attualmente vivono lì. Negli ultimi vent'anni, molti cittadini europei e ricchi turco-ciprioti provenienti da altre parti del nord dell'isola hanno acquistato proprietà e costruito case estive qui. Secondo il censimento del 2006 Ftericha aveva una popolazione di 75 abitanti de jure, ma durante l'estate questo numero può raggiungere ben più del doppio.